# سد الروافعة

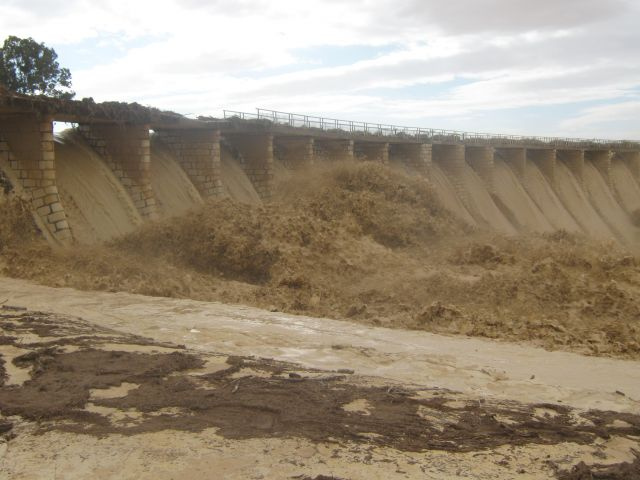

سد الروافعة هو عبارة عن سد بنائي مقوس في منطقة الروافعة التي تبعد بمسافة 8 كم شمال ضيقة جبل الحلال في وادي العريش بمصر فقد انشئ السد عن طريق وكالة رى الصحارى بوزارة الاشغال العامة والموراد المائية عام 1946 م.

## البيانات الفنية لحوض السد
- الارتفاع فوق قاع الوادي :12 متر.
- أساسه :8 امتار.
- إجمالي ارتفاع السد :20 متر.
- منسوب قاع حوض التخزين : 18 متر.
- منسوب عتب السد: 130 متر.
- عرض الوادي عند منسوب عتب السد: 70 مترا.
- التكلفة الإجمالية 30,0000 جنيه.
- سعة التخزين 3 ملايين متر مكعب من مياه الجريان السطحى وبه فتحات مقاس 1x1 متر أسفلها منسوب 30 مترًا فوق سطح البحر وقد جهزت بواباتها برافعات تتحم في قفلها وفتحها عند اللزوم والغرض من هذه الفتحات هو كسح الطمى الراسب امام السد وكذا تستعمل للتهوية للمياه المحجوزة امام السد.[1]

## تعلية سد الروفعة
قام معهد تنمية الموارد المائية بعمل بدراسةٍ تحليلية لتعلية السد حيث تم بالفعل عام 1986 م رفع منسوب عتب السد إلى 132 متر فوق سطح البحر بزيادة 2 متر عن منسوبه عند الإنشاء عام 1946 م وذلك لزيادة سعة حوض الخزان بمقدار 3.8 مليون متر مكعب على أساس ان قاع الخزان عند منسوب 118 م وبعد التعلية يكون إجمالي سعة الخزان 6.8 مليون متر مكعب وهذه السعة تكفى لرى 400 فدان خلف السد لمسافة 3 كيلو متر شمال السد عن طريق المواسير التي بدأ تنفيذها لتغذية سد الروافعة المقترحة للزراعة ومن خلال زيارة موقع السد لاحظنا عدم وجود مياه امامه وذلك بسبب قلة الأمطار في هذه المنطقة خلال السنوات الماضية مما يتسبب في حدوث جفاف في منطقة محل الدراسة والذي يؤدى إلى احداث ضرر بالزراعات القائمة على المياه المحجوزة امام السد.
وقد لوحظ أيضا حدوث تراكم للطمى امام السد مما يؤدى إلى انخفاض في السعة التخزينية المائية للسد.
1. 1 2  سد الروافعه على يوتيوبYoutube

## وصلات خارجية
- سد الروافعة
- سد الروافعة على يوتيوبYoutube